# Reinsdorf (Landsberg)

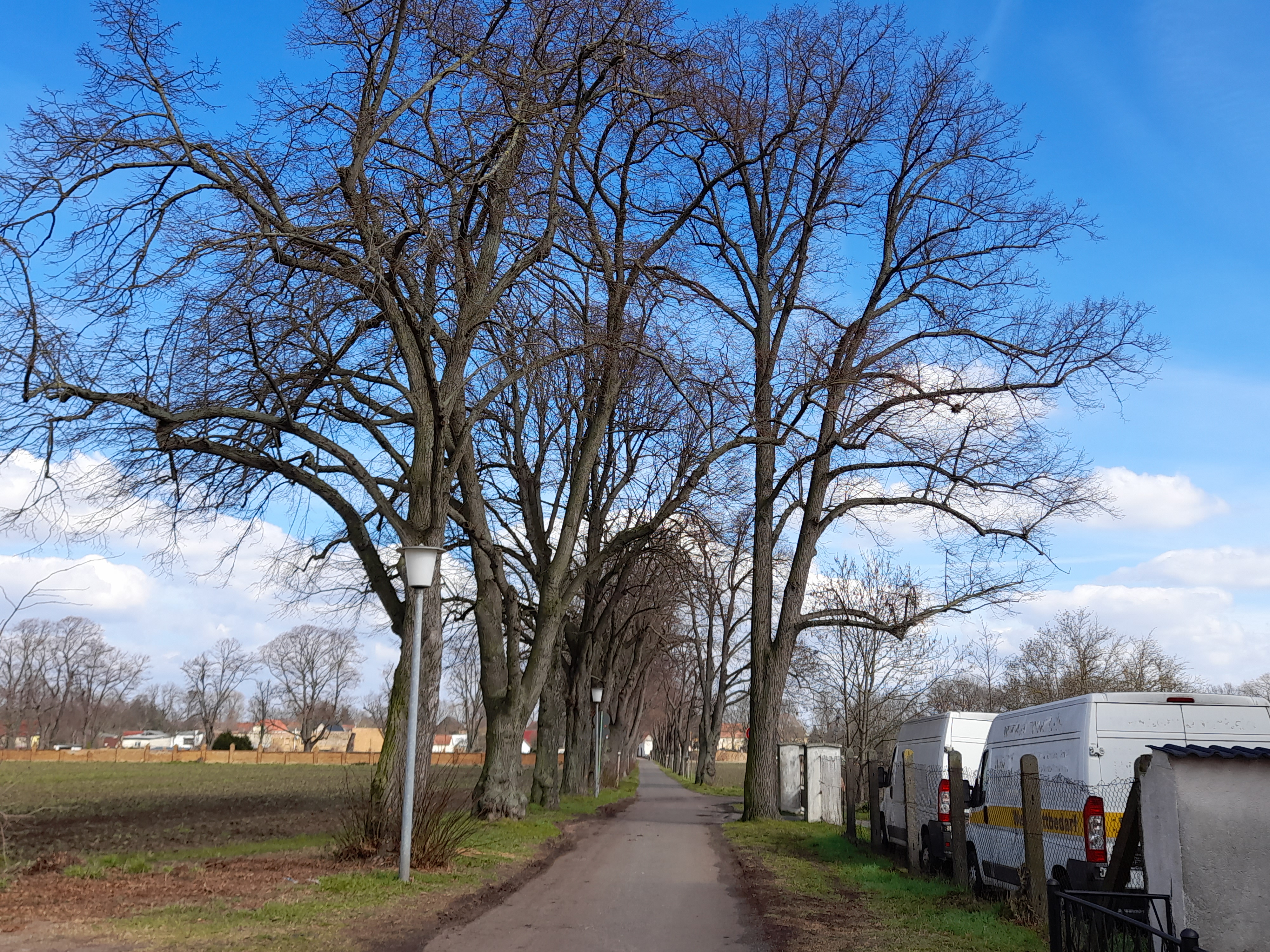
Lindenallee zwischen Reinsdorf und Gollma

Reinsdorf ist ein Ortsteil der Ortschaft und der Stadt Landsberg im Saalekreis in Sachsen-Anhalt (Deutschland).

## Geografie
Reinsdorf liegt südlich von Landsberg zwischen Halle (Saale) im Westen und Delitzsch im Osten in der Nähe der Landesgrenze zu Sachsen. Der Ort liegt westlich des Strengbachs, einem Zufluss der Fuhne.

## Geschichte
Reinsdorf wurde als „Reimarsdorf“ erstmals im Jahr 1284 erwähnt. Kirchlich gehörte der Ort zu Gollma, mit dem es noch heute über eine Lindenallee verbunden ist. Im 12. Jahrhundert befand sich am Standort des Ritterguts Reinsdorf eine Wasserburg. Zum Rittergut Reinsdorf gehörten neben dem Ort Reinsdorf selbst die Nachbarorte Zschiesdorf und Anteile von Lohnsdorf, Piltitz, Siedersdorf, Wölls und Zschernitz (östlich von Landsberg).
Als amtssässiger Ort gehörte Reinsdorf bis 1815 zum kursächsischen bzw. königlich-sächsischen Amt Delitzsch, unweit der Grenze zum erzstiftlich-magdeburgischen bzw. später preußischen Saalkreis. Durch die Beschlüsse des Wiener Kongresses kam Reinsdorf im Jahr 1815 zu Preußen und wurde 1816 dem Kreis Delitzsch im Regierungsbezirk Merseburg der Provinz Sachsen zugeteilt, zu dem er bis 1950 gehörte.
Im Zuge der ersten Kreisreform in der DDR wurde Reinsdorf wie die Stadt Landsberg am 15. Juni 1950 dem neu zugeschnittenen Saalkreis zugeordnet, der 1952 zum neuen Saalkreis im Bezirk Halle kam. Fast zeitgleich mit der Zuordnung zum Saalkreis wurde Reinsdorf am 20. Juli 1950 nach Landsberg eingemeindet. Heute bildet der Ort einen Ortsteil der Ortschaft Landsberg innerhalb der Stadt Landsberg.

## Verkehr
Reinsdorf liegt zwischen der A 14 im Westen und der A 9 im Osten. Nördlich des Orts bei Landsberg verläuft die Bundesstraße 100, welche von Halle in Richtung Bitterfeld führt.
Südlich von Reinsdorf verläuft die Bahnstrecke Halle–Cottbus, deren nächste Bahnhöfe „Landsberg (b Halle/Saale) Süd“ und „Reußen“ sich in den Nachbarorten Gollma und Reußen befinden.